# Сањалице
Сањалице су биле југословенски и српски рок бенд из Београда. Бенд је познат као један од првих свеженских бендова у Југославији и пионира југословенске рок сцене.

## Историјат
Бенд је званично основан 1. јануара 1965. године, али је први наступ имао 29. децембра 1964. године у Пионирском парку у Београду. Прву поставу бенда чинииле су Љиљана Мандић (вокал, гитара), Слободанка Мишћевић (ритам гитара, вокал), Љиљана Јевтић (бас гитара), Војислав Вељковић (бубњеви) и Радомир Вуковић (клавијатуре). Крајем 1966. Вељковић је напустио састав и отишао на служење војног рока, а заменила га је Снежана Веселиновић, која му је у то време била девојка. Не желећи да буде једини мушки члан бенда, Вуковић је напустио састав, а Сањалице су наставиле са активностима као један од првих женских бендова у СФРЈ.
На такмичењу бендова под називом Београд—Загреб, које је одржано 1967. године, освојиле су прво место. Исте године наступиле су на веома популарној фестивалској турнеји Летњи караван, на којој су наступили популарни певачи поп музике. Током 1967. бенд је наступао и у Румунији, на модним ревијама и на румунским радио станицама. Исте године бенд је објавио први ЕП на којем су се нашле песме Идем у свет, Без речи, Немој рећи да ме волиш и песма Ми млади. ЕП под називом Идем у свет објављен је под окриљем Југотона. Касније исте године, бенд је објавио други ЕП, са песмама Марионета, Знам да ћеш се вратити, Хај, Лили, хај-ло и песму Срећни заједно, под окриљем дискографске куће Дискос.
Током лета 1968. године бенд је прове два месеца наступајући у Пули и другим градовима у Истри. Током исте године, бенд је објавио ЕП са песмама Маријана, То су били дани, Та мала лејди и песмом Мисли понекад на мене, преко Београд диска. Године 1968. Слободанка Мишћевић отпевала је тематску песму за филм Пусти снови, који је режирала Соја Јовановић. Песма је објављена на ЕП-у Музика из филма Пусти снови.
Током каријере, Сањалице су често наступале на модним ревијама, представљајући одећу коју је дизајнирао Александар Јоксимовић. У позоришту Ђуро Салај бенд је наступио у представи Битници, у којој су певале, а поред њих, на бини су били Драган Николић, Миша Јанкетић, Душан Голумбовски и други. Године 1969. чланице бенда одлучиле су да окончају каријеру.

## Дискографија

### ЕП-ови
- Идем у свет (1967)
- Марионета (1967)
- Маријана (1968)

### Гостовања на компилацијама
- Маријана / То су били дани / Мала лејди / Мисли понекад на мене (Поп рок компликација; 2000)
- Без речи (Кад је рок био млад ЦД 6; 2005)